# Unidos de Lucas
Grêmio Recreativo Escola de Samba Unidos de Lucas é uma escola de samba da cidade do Rio de Janeiro, fundada a 1 de maio de 1966. Está localizada no bairro de Parada de Lucas.
A escola não possui uma escola madrinha, tendo sido batizada por Elizete Cardoso e Erminio Belo de Carvalho. Seu padroeiro é São Sebastião.

## História

### Origem
A Unidos de Lucas surgiu da fusão das escolas de samba : Aprendizes de Lucas, fundada a 15 de novembro de 1932, e Unidos da Capela, fundada a 15 de janeiro de 1933, que foi campeã do carnaval em 1950 e 1960.
Com o intuito de formar uma escola mais forte para disputa do carnaval carioca e unir o bairro, os fundadores D’artang Alves Campos (Businfa), Marco Aurélio Guimarães (Jangada), Asteclíneo Joaquim da Silva, Flogentino dos Santos (Morenito), Herlito Machado da Fonseca (Tolito), entre outros, no dia 1º de Maio de 1966 fundaram o Grêmio Recreativo Escola de Samba Unidos de Lucas, o Galo de Ouro da Leopoldina. A escola teve como padrinhos a Divina cantora Elizete Cardoso e o poeta maior Vinicius de Moraes, que acabou não concretizando o batismo, passando a batuta para o poeta e compositor Hermínio Belo de Carvalho, além de ter como Presidente de honra o cantor Agnaldo Timóteo.
A intenção era boa, mas o resultado não foi o esperado, pois o que fazia do bairro um dos principais destaques da tradicional folia carioca era justamente a rivalidade entre os Aprendizes de Lucas e a Unidos da Capela, que a partir da fusão deixou de existir, até mesmo as cores defendidas pelos sambistas das duas agremiações não existiam mais, assim um grande número dos que eram fanáticos pelo verde e branco do Aprendizes de Lucas migraram para o Império Serrano, o mesmo se deu com os fanáticos pelo azul e branco da Unidos da Capela que se transferiram para a Portela.

### Anos 1960 e 70: Passagens pelo desfile principal
Em 1967, a Unidos de Lucas fez sua estreia com o enredo sobre os festejos mais relevantes da história do Rio, do carnavalesco Clóvis Bornay. As festas descritas no enredo foram a Festa das Canoas, Batuque, as Congadas, Festa do Divino, Festa da Penha e Festa da Glória.
Em 1968, a escola emplacou um dos mais belos sambas-enredo de todos os tempos, segundo os especialistas. Sublime Pergaminho se tornou um clássico e foi inclusive gravado por Martinho da Vila.
No ano seguinte, em 1969, com o enredo "Rapsódia Folclórica", a Unidos de Lucas teve o seu primeiro tropeço no carnaval, quando foi rebaixada. Naquele ano, a escola fez alusões às diversas manifestações culturais do Brasil: começou pelo bumba-meu-boi, passou pelo maracatu, contou lendas amazônicas, o negrinho do Pastoreiro, o Príncipe Obá e  terminou com as pastorinhas da Bahia. Entre as alegorias, a de um elefante de 3,80 metros, simbolizando o maracatu-elefante, com figuras representando estátuas de ouro. Clóvis Bornay foi colaborar com a Portela, mas deixou o parceiro Fábio Mello como carnavalesco principal. Elizeth Cardoso não desfilou, devido à morte recente de sua mãe. A escola viveu horas dramáticas antes o início do desfile, pois a fantasia dos integrantes da bateria não ficara pronta. Verificando que a escola não podia desfilar, um de seus diretores saiu em campo atrás de ritmistas, conseguindo arranjar a tempo dois bons contingentes dos blocos Canarinho das Laranjeiras e Vai se Quiser, que já se haviam apresentado na noite anterior, durante os desfiles dos blocos.[carece de fontes?]
Pelo segundo grupo, em 1970, a escola trouxe a arte barroca como enredo, mas decepcionou ao fazer um desfile morno na avenida, ficando na 10º colocação. No ano seguinte, 1971, entretanto, prestou uma homenagem a Pixinguinha, Donga e João da Baiana, que lhe rendeu o vice-campeonato e a chance de voltar a disputar o primeiro grupo no ano seguinte. Em seu retorno ao primeiro grupo, apresentou um enredo considerado como apologia ao regime militar. A escola contou os mares brasileiros, ampliados pelo governo, em 200 milhas, exaltando a Marinha Mercante e a Sudepe.[carece de fontes?] A escola ficou em 11º lugar e foi novamente rebaixada. No segundo grupo, em 1974, homenageou sua madrinha, a cantora Elizeth Cardoso. Foi novamente promovida com um vice-campeonato.
Em 1975, a escola voltava ao primeiro grupo, abrindo o desfile pontualmente, abordando em seu enredo as cidades históricas mineiras. A cantora Elizeth Cardoso levou um tombo quase junto às câmeras da televisão. A escola passou fria, teve problemas com a evolução, e apresentou alegorias e fantasias pobres. As dificuldades de concentração e dispersão na Avenida Presidente Antônio Carlos foram o motivo alegado para o não-rebaixamento da escola.[carece de fontes?]
O carnaval de 1976 marca a última passagem da Unidos de Lucas na elite do carnaval. A escola apresentou um desfile modesto, praticamente sem alegorias.[carece de fontes?] O enredo "Mar baiano em noite de gala", criado pelo carnavalesco Max Lopes, tratava de uma visão da comemoração na Bahia da Festa de Iemanjá, no dia 2 de fevereiro, criada por uma colônia de pescadores. A escola desfilou compacta e o samba estava na boca de todo mundo.[carece de fontes?] Um dos destaques, Elke Maravilha, desfilou dentro de uma concha. Elizeth Cardoso, dessa vez, veio em um carro alegórico. No ano seguinte, 1977, a Unidos de Lucas lembrou a insurreição do Queimado, considerada o maior símbolo de resistência à escravidão no Espírito Santo, que aconteceu em 16 de março de 1846 na antiga freguesia de São José dos Queimados.
Em 1978, a Unidos de Lucas desenvolveu seu enredo de raízes da cultura negra em três partes. A primeira mostrou a vida das nações africanas, com estandarte, máscaras, guerreiros e feiticeiros, bem como o aprisionamento e o tráfico dos escravos no Brasil colonial, já em processo de assimilação com o branco, surgindo as sinhás, os sinhões, os capatazes, os feitores e os capitães do marto. A segunda, mostrou a umbanda com pretas velhas, pretos velhos, caboclos, os orixás do candomblé e as mães de santo e iaôs que representam a integração dos cultos e das religiões. Por último, mostrou a herança cultural dos africanos através da indulgência no ritmo do samba que chega até o carnaval e as escolas de samba. Em 1979, a escola retratou o Brasil através do documentário iconográfico de Debret, com algumas passagens da Viagem Pitoresca ao Brasil. A escola apresentou três alegorias: o passeio da nobreza, a chegada da Princesa Leopoldina e a coroação de D. Pedro I. As cores da escola foram bem exploradas no desfile.

### Anos 1980 e 90: Grupos intermediários
Durante a década de 1980, a agremiação apresentou bons carnavais no segundo grupo, mas não tiveram o êxito desejado, pelo baixo poder aquisitivo da escola. Nessa época, o samba-enredo da escola foi premiado por duas vezes pelo Estandarte de Ouro do jornal O Globo: em 1982, por “Lua Viajante”, e em 1983, por “Senta que o Leão é Manso”. em 1982, A escola homenageou Luiz Gonzaga, que desfilou em um carro alegórico. Até Exu, cidade natal do homenageado, foi lembrada em uma alegoria dourada.
Em 1983, a Unidos de Lucas fez um bom desfile, cantando, em sete quadros muito bem distribuídos no desfile, a história dos tributos no Brasil. O abre-alas apresentou a caravela comandada por Cabral. Ouro carro trouxe a figura gigantesca do Leão do Imposto de Renda sentado com um garfo na pata. A escola evoluiu muito bem, sambando e cantando com muita vontade ao som da excelente bateria.
Em 1984, a Unidos de Lucas encerrou o desfile, com sol forte e calor, para contar os diversos tipos de danças encontrados no país: ciranda, frevo, baião, jongo, lundu, maracatu, fandango, bomba meu boi e o samba de salão. A comissão de frente era formada pela velha guarda elegantemente vestida, de terno preto e cartola. Um dos destaques foi o carro do Maracatu, que apresentava elefante branco.
Em 1985, a Unidos de Lucas veio com um tema político, do carnavaleco Luiz Fernando Reis, com ênfase em assuntos polêmicos como voto direto, reforma agrária, endividamento externo, desvalorização da moeda e desemprego. Com excesso de tripés e falta de componentes, o desfile ficou aquém do esperado. Criativa, apesar da visível falta de recursos financeiros, a escola satirizou essa gente brasileira que vive na dependência de gente americana.
Em 1986, a Unidos de Lucas aproveitou o ano de copa do mundo para falar do futebol, destacando os clubes cariocas, Mané Garrincha, Pelé e João Saldanha. O enredo do cronista esportivo Luis Orlando foi defendido com garra pelos componentes, mas a escola desfilou com alegorias e fantasias modestas.
De 1987 a 1989, a escola consecutivamente ficou em 3º lugar, a uma classificação de voltar a elite do samba. Em 1987, a escola prestou uma homenageam a Vinicius de Moraes. A homenagem só não foi perfeita porque o carro "A Arca de Noé" quebrou. Outro problema enfrentado pela escola foi criado exatamente pelo excesso de alegorias. No ano seguinte, 1988, o homenageado foi Ataulfo Alves. Em 1989, a escola encerrou os desfiles do segundo grupo, desta vez prestando homenagem às irmãs Linda e Dircinha Batista. A comissão de frente foi composta por integrantes da velha-guarda. O galo de ouro, símbolo da agremiação, destacou-se no abre-alas, que contou ainda com as ilustres presenças de Elizeth Cardoso, Hermínio Belo de Carvalho e Neguinho da Beija-Flor. A partir da década de 1990, a escola apresentou uma trajetória irregular, chegando a ser rebaixada para os grupos inferiores, afastando-se da Marquês de Sapucaí, palco dos principais grupos das escolas de samba cariocas.

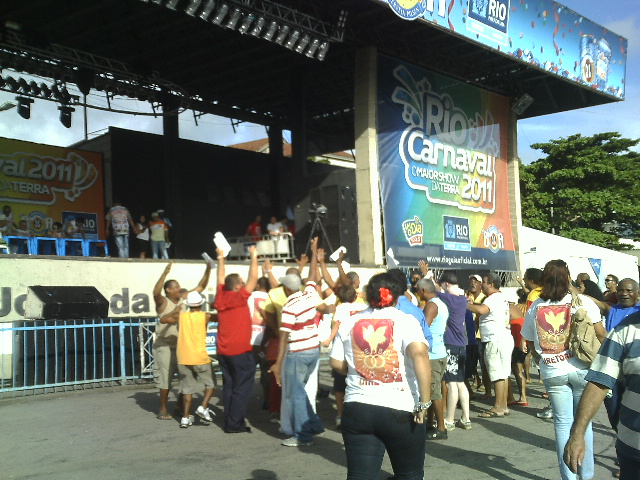
Comemoração da direção da escola, após a vitória no Grupo de acesso E, em 2011

Em 1990, a Unidos de Lucas homenageou Oscar Niemeyer e teve sérios problemas com suas alegorias. No abre-alas, a escola lembrou o monumento aos operários de Volta Redonda. A seguir, a escola mostrou a construção de Brasília e trouxe até tanque de guerra para o desfile, já que o homenageado era comunista declarado e contra o regime que governava o Brasil. O carnaval foi lembrado com o carro que trazia o símbolo da praça da apoteose. O samba da escola sofreu severes críticas.
Em 1991, a Unidos de Lucas apresentou o enredo sobre a teoria da Grande Explosão que teria dado origem ao Universo. Dos deuses e mitos, a viagem da escola levou ao bang-bang dos dias atuais. O desfile foi marcado pelo uso de materiais alternativos (plásticos, garrafas, etc) e pela preocupação com a preservação do meio ambiente e com o crescimento da violência urbana. Para o ano de 1992, a Unidos de Lucas fez um desfile animado abordando a pirataria aérea e portuária na baía de Guanabara. No ano seguinte, 1993, a escola levou para a avenida o enredo sobre vinho, idêntico ao levado no mesmo grupo pelo Império da Tijuca. em 1994, a Unidos de Lucas homenageou a cidade fluminense de Conservatória, mas veio simples e muito pequena.
Em 1995, a Unidos de Lucas fez uma viagem ao Cais Dourado da Bahia, onde Iaiá preparava seus quitutes, com direiro a pescadores e colonizadores. Os quindis alusivos do enredo simbolizavam as festas da Bahia. O abre-alas da escola representou o Cais Dourado. Os destaques do carro “O mar e sus belezas” vieram no chão, uma vez que o carro quebrou o eixo e não desfilou. Esse desfile marca a última passagem da Unidos de Lucas pela segunda divisão do carnaval carioca. Na apuração, a escola foi rebaixada para o terceiro grupo (Grupo B).
Em 1996, pelo Grupo B, a escola homenageou a Rua da Carioca, mas não se destacou. No ano seguinte, em 1997, a escola contou sua história, exaltando a Unidos da Capela e Aprendizes de Lucas, escolas que se fundiram e a originaram. Infelizmente, a escola, totalmente sem condições financeiras, acabou rebaixada para a quarta divisão do carnaval carioca.

### Anos 2000 e 2010: Declínio e recuperação
A escola voltaria a Sapucaí no carnaval de 2000, com o enredo "Se eu não cumprir promessa, me processa", mais foi novamente rebaixada naquele ano. sua má fase seria contornada com o campeonato do Grupo C em 2003, ano em que homenageou o jogador de vôlei e político Bernard. no retorno à Sapucaí só aconteceria no carnaval de 2004, ano em que exaltou o município de Itaboraí.
Em 2005, reeditou um enredo clássico: Mar Baiano em Noite de Gala, tema apresentado em 1976. O grande sucesso do samba-enredo fez com que o Galo de Ouro optasse por mais uma reedição no carnaval seguinte. O tema escolhido para 2006 foi Lua Viajante (uma homenagem a Luiz Gonzaga), enredo da escola em 1982. No ano de 2007, com um samba inédito, a escola  cantou o circo, o samba e o futebol, expressões do povo brasileiro, segundo o enredo. Ficou no 4º lugar, sua melhor colocação desde 1995. para 2008, num enredo falando sobre Teresina, e com sérios problemas em harmonia e evolução, Lucas terminou na última colocação do Grupo de acesso B e é outra vez rebaixada.
Em 2009, Lucas  voltou a desfilar no Grupo de acesso C, no seu retorno, o Galo de Ouro abordou um enredo sobre questões ligadas a consciência humana, denominado Mente sadia e corpo sadio. Reciclando a consciência para um mundo melhor, que foi desenvolvido por uma Comissão de Carnaval. A escola terminou o desfile na 12ª colocação com 155,9 pontos, sendo assim rebaixada para o Grupo de acesso D. no ano seguinte, escolheu o enredo Samba, suor e cerveja, mas no entanto caiu mais uma vez, para o Grupo E. Em 2011, o Galo de Ouro escolheu o enredo "Um amor de carnaval". Em uma disputa muito acirrada com a estreante Matriz de São João de Meriti, foi campeã com nota máxima excluindo os descartes e retorna ao Grupo D. Em 2012, sagra-se novamente campeã do grupo D. Em 2013 a escola apresentou na avenida Intendente Magalhães seu desfile com o enredo sobre livros de histórias infantis,chegando a liderar durante 3 quesitos,a apuração,porém obteve a sexta colocação no grupo B.
Em 2014 o Galo de Ouro desfilou no grupo B, onde fez uma singela homenagem ao centenário da escritora de Literatura Infantil, romancista, teatróloga, cronista, jornalista e tradutora: Lúcia Benedetti, com enredo: Missicofe, missicofe, dari, dari... de autoria de sua filha Rosa Magalhães, carnavalesca da Mangueira. mas que devido  o desfile da Mangueira coincidir. coube ao seu assistente Mauro Leite para fazer o carnaval.
Em 2015, a escola foi a segunda agremiação a desfilar. No ano seguinte, abordou em seu enredo os seus 50 anos de fundação. Obteve a 14ª colocação, sendo rebaixada à Série C do carnaval carioca.
Em 2017, com nova diretoria, a agremiação foi a última a desfilar na avenida Intendente Magalhães pela Série C das escolas de samba do Rio de Janeiro, com o a luz do dia, a escola desfilou com muitos componentes e trazendo o enredo que contou sobre a história da região central da cidade do Rio de Janeiro. A agremiação chegou perto do acesso à Série B mas ficou com a quarta colocação do grupo perdendo a terceira posição e o acesso no desempate do quesito bateria, sendo assim, disputando novamente a Série C em 2018.
Em 2018, a agremiação levou  para a avenida o enredo "O Galo Arretado Canta o Nordeste, o Xodó do Brasil!", a escola foi a sétima escola a desfilar. Terminada a apuração, a escola ficou em terceiro lugar, retornando à Série B. Em 2019, foi a primeira a desfilar na terça-feira de carnaval com um enredo sobre o Galo de Barcelos, de origem portuguesa.
Após o Carnaval de 2019, foi uma das escolas fundadoras da LIVRES, liga alternativa do Carnaval da Intendente Magalhães.

## Segmentos

### Presidentes
- Commons

| Nome                                      | Mandato                    | Ref.  |
| ----------------------------------------- | -------------------------- | ----- |
| Paulo Soares da Silva Filho               | 2006–2008                  | [ 9 ] |
| José Luiz Davalle                         | 2009–2010                  | [ 9 ] |
| Anivaldo Fernandes da Silva               | 2011 – abril de 2016       | [ 9 ] |
| Weles Silveira da Silva "Elinho Silveira" | abril de 2016 – atualmente | [ 1 ] |

### Diretores
| Ano  | Diretor de Carnaval               | Diretor geral de harmonia                  | Mestre de bateria              | Ref.   |
| ---- | --------------------------------- | ------------------------------------------ | ------------------------------ | ------ |
| 2013 | Katia Moutinho                    | Fabiano Rogério e José Ari                 | Mestre Orelha                  |        |
| 2014 | Kátia Moutinho                    | José Ari                                   | Mestre Orelha                  | [ 10 ] |
| 2015 | Kátia Moutinho                    | Lothar                                     | Edinho Mileipp                 | [ 11 ] |
| 2016 | Hiran Gomes                       | Vitor Andrade                              | Edinho Mileipp                 |        |
| 2017 | Cosminho Magnata                  | Vitor Andrade                              | Mestre Celsinho                |        |
| 2018 | Maurício Dias                     | Vitor Andrade                              | Mestre Celsinho                |        |
| 2019 | Maurício Dias e Alexandre Ribeiro | Vitor Andrade, Uiliam Esteves, Luiz Coelho | Celso Filipe Frazão "Celsinho" |        |
| 2020 | Wilmar Batista                    | Vitor Andrade                              | Celso Filipe Frazão "Celsinho" | [ 1 ]  |

### Intérpretes
| Período       | Intérprete oficial                      | Ref.   |
| ------------- | --------------------------------------- | ------ |
| 1968          | Abílio Martins                          | [ 12 ] |
| 1972          | Pedro Paulo                             | [ 3 ]  |
| 1973–1974     | Ledi Goulart                            |        |
| 1975          | Ledi Goulart e Agnaldo Timóteo          | [ 3 ]  |
| 1976–1977     | Carlão Elegante                         | [ 3 ]  |
| 1978–1981     | Joãozinho de Lucas                      | [ 3 ]  |
| 1982          | Abílio Martins                          | [ 12 ] |
| 1983          | Natanael                                | [ 3 ]  |
| 1984–1986     | Jorginho Machado                        | [ 13 ] |
| 1987–1988     | Cosmar e Adilson Quirino                | [ 3 ]  |
| 1989          | Cosmar                                  | [ 3 ]  |
| 1990          | Marcos Moran                            | [ 14 ] |
| 1991          | Cosmar                                  | [ 3 ]  |
| 1992          | Tiãozinho Cruz                          | [ 15 ] |
| 1993          | David do Pandeiro                       | [ 16 ] |
| 1994–1995     | Gordinho                                | [ 3 ]  |
| 1996–1999     | Neizão                                  | [ 3 ]  |
| 2000–2001     | Rico Medeiros                           | [ 3 ]  |
| 2002–2008     | Edmilton Di Bem                         | [ 17 ] |
| 2009          | Sidinho, Maneco de Lucas e Anderson Paz | [ 3 ]  |
| 2010          | Sidinho, Pedro Luiz e Maneco de Lucas   | [ 3 ]  |
| 2011–2012     | Sidinho e Maneco de Lucas               | [ 3 ]  |
| 2013          | Róbson Moreira                          | [ 3 ]  |
| 2014          | Sidinho e Fabinho do Pandeiro           | [ 3 ]  |
| 2015          | Edmilton Di Bem                         | [ 17 ] |
| 2016          | Thiago Acácio                           | [ 3 ]  |
| 2017–2018     | David do Pandeiro                       | [ 16 ] |
| 2019          | Chicão                                  |        |
| 2020-2023     | Marcelo Riva                            | [ 1 ]  |
| 2024          | Clóvis Pê e Viny Machado                | [ 18 ] |
| 2025          | Viny Machado                            |        |
| 2026-presente | Felipe Lima                             | [ 19 ] |

### Coreógrafos
| Ano           | Nome                   | Ref.   |
| ------------- | ---------------------- | ------ |
| 2014–2015     | Jan Oliveira           | [ 11 ] |
| 2016          | Elizeth                |        |
| 2018–2019     | Renata Monnier         |        |
| 2020-presente | Alessandra de Oliveira | [ 1 ]  |

### Casal de Mestre-sala e Porta-bandeira
| Ano       | Nome                               | Ref.   |
| --------- | ---------------------------------- | ------ |
| 2014–2015 | Jansen Thiago e Winnie Lopes       | [ 11 ] |
| 2016–2017 | Luan Mackenzye e Débora Santos     |        |
| 2018      | Cristiano Foguinho e Layne Ribeiro |        |
| 2019      | Léo Chocolate e Layne Ribeiro      |        |
| 2020      | Luan Mackenzye e Bia Oliveira      | [ 1 ]  |

### Corte de Bateria
| Ano       | Rainha          | Madrinha        | Ref    |
| --------- | --------------- | --------------- | ------ |
| 2008      | Darlin Ferratry |                 |        |
| 2011–2014 | Vânia Garcês    | Kátia Lepletier | [ 11 ] |
| 2015–2016 | Kátia Lepletier |                 | [ 20 ] |
| 2017      | Kelly Casseres  |                 |        |
| 2018-2019 | Débora Reboredo |                 |        |
| 2020-     | DJ Lary         |                 | [ 1 ]  |

## Carnavais
| Ano | Colocação | Divisão | Enredo | Carnavalesco | Ref.                     |
| --- | --- | --- | --- | --- | ------------------------ |
| 1967 | 5.º Lugar | Grupo 1 | "Festas tradicionais do Rio de Janeiro" (Samba-enredo composto por Ladyr Goulart) | Clóvis Bornay | [ 2 ] [ 3 ] [ 4 ] [ 21 ] |
| 1968 | 5.º Lugar | Grupo 1 | "História do negro no Brasil" (Sublime Pergaminho) (Samba-enredo composto por Carlinhos Madrugada, Zeca Melodia e Nílton Russo)                                                                                             | Clóvis Bornay | [ 2 ] [ 3 ] [ 21 ]       |
| 1969 | 9.º Lugar (Rebaixada)                                                                                                 | Grupo 1 | "Rapsódia folclórica" (Samba-enredo composto por Herlito Fonseca (Tolito), Nélson Pechincha e Zavariz (Ruço)) | Clóvis Bornay e Fábio Mello                                                                                           | [ 2 ] [ 3 ] [ 21 ]       |
| 1970 | 10.º Lugar | Grupo 2 | "Arte barroca" | | [ 2 ] [ 21 ]             |
| 1971 | 2.º Lugar | Grupo 2 | "Tributo às raízes, Pixinguinha, Donga e João da Baiana" | | [ 2 ] [ 21 ]             |
| 1972 | 11.º Lugar (Rebaixada)                                                                                                | Grupo 1 | "Brasil das 200 milhas" | Cláudio de Souza | [ 2 ] [ 3 ] [ 21 ]       |
| 1973 | 6.º Lugar | Grupo 2 | "Estórias que ouvimos na infância" | Odail Leocádio | [ 2 ] [ 3 ] [ 21 ]       |
| 1974 | 2.º Lugar | Grupo 2 | "Mulata maior" | | [ 2 ] [ 21 ]             |
| 1975 | 11.º Lugar | Grupo 1 | "Cidades feitas de memórias" | Odail Leocádio | [ 2 ] [ 3 ] [ 21 ]       |
| 1976 | 12.º Lugar (Rebaixada)                                                                                                | Grupo 1 | "Mar baiano em noite de gala" | Max Lopes | [ 2 ] [ 3 ] [ 21 ]       |
| 1977 | 4.º Lugar | Grupo 2 | "Insurreição do Queimado" | Odail Leocádio | [ 2 ] [ 21 ]             |
| 1978 | 4.º Lugar | Grupo 2 | "Preta, Preta, Pretinha" | Gil Ricon e Adilson Madruga                                                                                           | [ 2 ] [ 21 ]             |
| 1979 | 5.º Lugar | Grupo 1B | "O Rio de Janeiro em tempo de Debret" | José Alves do Rio | [ 2 ] [ 3 ] [ 22 ]       |
| 1980 | 8.º Lugar | Grupo 1B | "França, bumba e assombrações no Maranhão" | Carlinhos de Andrade e Roberto Costa                                                                                  | [ 2 ] [ 21 ]             |
| 1981 | 3.º Lugar | Grupo 1B | "O Imperador de Parada de Lucas" | Carlinhos de Andrade e Roberto Costa                                                                                  | [ 2 ] [ 21 ]             |
| 1982 | 5.º Lugar | Grupo 1B | "Lua viajante" | Carlinhos de Andrade e Roberto Costa                                                                                  | [ 2 ] [ 3 ] [ 21 ]       |
| 1983 | 6.º Lugar | Grupo 1B | "Senta que o Leão é manso" | Carlinhos de Andrade e Roberto Costa                                                                                  | [ 2 ] [ 3 ] [ 23 ]       |
| 1984 | 8.º Lugar | Grupo 1B | "Dança Brasil" | Luiz Fernando Reis | [ 2 ] [ 3 ] [ 21 ]       |
| 1985 | 5.º Lugar | Grupo 1B | "Essa gente brasileira" | Luiz Fernando Reis | [ 2 ] [ 3 ] [ 21 ]       |
| 1986 | 7.º Lugar | Grupo 1B | "No ano da Copa, bota no meio" | Luiz Orlando | [ 2 ] [ 3 ] [ 21 ]       |
| 1987 | 3.º Lugar | Grupo 2 | "Olha que coisa mais linda, mais cheia de graça" | Ney Roriz e Sid Camilo                                                                                                | [ 2 ] [ 3 ] [ 21 ]       |
| 1988 | 3.º Lugar | Grupo 2 | "Na ginga do samba, aí vem Ataulfo" | Ney Roriz, Sid Camilo e Sancler Boiron                                                                                | [ 2 ] [ 3 ] [ 21 ]       |
| 1989 | 3.º Lugar | Grupo 2 | "Estrelas solitárias – Linda e Dircinha Batista" | Orlando Júnior | [ 2 ] [ 3 ] [ 21 ]       |
| 1990 | 8.º Lugar | Grupo A (segunda divisão)                                                                                             | "O magnífico Niemeyer" | Luiz Orlando | [ 2 ] [ 3 ] [ 21 ]       |
| 1991 | 5.º Lugar | Grupo A (segunda divisão)                                                                                             | "Pare a Big Bang-Bang, nem todo amarelo é ouro, nem todo vermelho é sangue" | Ney Roriz | [ 2 ] [ 3 ] [ 21 ]       |
| 1992 | 9.º Lugar | Grupo A (segunda divisão)                                                                                             | "Baía com i" | Sid Camillo e Sanclair Boiron                                                                                         | [ 2 ] [ 3 ] [ 24 ]       |
| 1993 | 12.º Lugar | Grupo A (segunda divisão)                                                                                             | "O galo cantou e Lucas saboreou" | Leandro Barbosa e Antônio                                                                                             | [ 2 ] [ 3 ] [ 21 ]       |
| 1994 | 12.º Lugar | Grupo A (segunda divisão)                                                                                             | "Conservatória, cidade serenata, sambando na Sapucaí" | Leandro Barbosa e José do Rio                                                                                         | [ 2 ] [ 3 ] [ 25 ]       |
| 1995 | 14.º Lugar | Grupo A (segunda divisão)                                                                                             | "Os quindins de Yayá" | Arialdo Vilaça e Gil Gouveia                                                                                          | [ 2 ] [ 3 ] [ 21 ]       |
| 1996 | 6.º Lugar | Grupo B (terceira divisão)                                                                                            | "Rua da Carioca, a mais carioca do Rio" | Paulo Estabile e Jorge Paula Pinto                                                                                    | [ 2 ] [ 3 ] [ 21 ]       |
| 1997 | 12.º Lugar (Rebaixada)                                                                                                | Grupo B (terceira divisão)                                                                                            | "Capela e Aprendizes, o Galo canta sua história" | Paulo Estabile e Jorge Paula Pinto                                                                                    | [ 2 ] [ 3 ] [ 21 ]       |
| 1998 | 4.º Lugar | Grupo C (quarta divisão)                                                                                              | "Manhas, modas e manias cariocas" | Jairo de Souza | [ 2 ] [ 3 ] [ 21 ]       |
| 1999 | 3.º Lugar | Grupo C (quarta divisão)                                                                                              | "Valeu Valença, valeu Osmar" | Luiz Fernando Reis | [ 2 ] [ 3 ] [ 21 ]       |
| 2000 | 10.º Lugar (Rebaixada)                                                                                                | Grupo B (terceira divisão)                                                                                            | "Se eu não cumprir promessa, me processa!!!" | Ney Roriz e Fernando Rosa                                                                                             | [ 2 ] [ 3 ] [ 26 ]       |
| 2001 | 3.º Lugar | Grupo C (quarta divisão)                                                                                              | "Agnaldo Timóteo, filho de Dona Catarina" | Ney Roriz | [ 2 ] [ 3 ] [ 27 ]       |
| 2002 | 3.º Lugar | Grupo C (quarta divisão)                                                                                              | "Centenário de Paulo da Portela" | Jairo de Souza | [ 2 ] [ 3 ] [ 28 ]       |
| 2003 | Campeã | Grupo C (quarta divisão)                                                                                              | "Bernard do vôlei, uma jornada de sucessos" | Jairo de Souza | [ 2 ] [ 3 ] [ 29 ]       |
| 2004 | 6.º Lugar | Grupo B (terceira divisão)                                                                                            | "Da Pedra Bonita, ao resgate social, Itaboraí uma história sem igual" | Jairo de Souza e Jair Garcia                                                                                          | [ 2 ] [ 3 ] [ 30 ]       |
| 2005 | 8.º Lugar | Grupo B (terceira divisão)                                                                                            | "Mar baiano em noite de gala" (Reedição do enredo de 1976) | Etevaldo Brandão | [ 2 ] [ 3 ] [ 31 ]       |
| 2006 | 5.º Lugar | Grupo B (terceira divisão)                                                                                            | "Lua viajante" (Reedição de 1982) | Jairo de Souza, Ricardo Pavão e Eduardo Silva                                                                         | [ 2 ] [ 3 ] [ 32 ]       |
| 2007 | 4.º Lugar | Grupo B (terceira divisão)                                                                                            | "Circo, futebol e samba. A expressão de um povo" | Jairo de Souza, Ricardo Pavão e Eduardo Silva                                                                         | [ 2 ] [ 3 ] [ 33 ]       |
| 2008 | 14.º Lugar (Rebaixada)                                                                                                | Grupo B (terceira divisão)                                                                                            | "Piauí, filho do sol do Equador – Teresina, terra do sonho e do amor" | Renato Bandeira e Oziene Furtado                                                                                      | [ 34 ]                   |
| 2009 | 12.º Lugar (Rebaixada)                                                                                                | Grupo RJ-2 (quarta divisão)                                                                                           | "Mente sádia e corpo sádio, reciclando a consciência para um mundo melhor" | Comissão de Carnaval                                                                                                  | [ 35 ]                   |
| 2010 | 13.º Lugar (Rebaixada)                                                                                                | Grupo RJ-3 (quinta divisão)                                                                                           | "Samba, suor e cerveja" (Samba-enredo composto por Geraldo Santa Rita, Sidinho, Cosminho da Tia e Milton Salgadinho) | Comissão de Carnaval                                                                                                  | [ 36 ]                   |
| 2011 | Campeã | Grupo E (sexta divisão)                                                                                               | "Um amor de carnaval" | Leandro Mourão | [ 37 ]                   |
| 2012 | Campeã | Grupo D (quinta divisão)                                                                                              | "Hoje tem alegria? Tem sim senhor... O mundo circense, uma história alegre na Intendente" (Samba-enredo composto por Geraldo Santa Rita, Luís Carlos, Licínio e Samuka)                                                     | Leandro de Paula (Lelê)                                                                                               | [ 38 ]                   |
| 2013 | 6.º Lugar | Grupo B (terceira divisão)                                                                                            | "Livros de estória infantil – páginas recheadas de fantasias, sonhos e imaginação. Uma viagem na Intendente Magalhães" | Luiz Cavalcanthé | [ 39 ]                   |
| 2014 | 11.º Lugar | Grupo B (terceira divisão)                                                                                            | "Missicofe, missicofe, dari, dari..." | Mauro Leite | [ 7 ]                    |
| 2015 | 7.º Lugar | Série B (terceira divisão)                                                                                            | "Em busca do destino" | Max Lopes | [ 11 ]                   |
| 2016 | 14.º Lugar (Rebaixada)                                                                                                | Série B (terceira divisão)                                                                                            | "Unidos de Lucas, 50 anos de glórias... Parabéns aos bambas e a força do samba!" (Samba-enredo composto por Marcelo Guimarães, Ney do Pagode, Juca do Pandeiro, Cosminho da Tia e Wilsinho de Olaria)                       | Eduardo Pinho | [ 20 ] [ 40 ]            |
| 2017 | 4.º Lugar | Série C (quarta divisão)                                                                                              | "Uma viagem ao coração do Rio!" (Samba-enredo composto por Sidinho, Pinto, Luiz Carlos, Zenaide e Ita Ribeiro) | Walter Guilherme |                          |
| 2018 | 3.º Lugar | Série C (quarta divisão)                                                                                              | " O Galo Arretado Canta o Nordeste, o Xodó do Brasil!" (Samba-enredo composto por Sidinho, Sergio Pinto, Juca do Pandeiro, Cássio Mello, Cosminho da Tia e Cassio Felipe)                                                   | Walter Guilherme | [ 41 ]                   |
| 2019 | 8.º Lugar | Série B (terceira divisão)                                                                                            | Do Galo de Barcelos ao Galo de Ouro – Lucas conta uma História de Fé e Justiça | Ney Júnior e Cristiano Plácido                                                                                        | [ 42 ]                   |
| 2020 | 3.º Lugar | LIVRES (terceira divisão alternativa)                                                                                 | O Big Bang Tupiniquim explode na Intendente. (Samba-enredo composto por Sidinho, Ernandes Tinta Forte, Cássio Mello, Ney do Pagode e Marcelo Riva)                                                                          | Sid Camillo e Walter Guilherme                                                                                        | [ 1 ] [ 43 ]             |
| Inicialmente adiados para o mês de julho, os desfiles do Carnaval 2021 foram cancelados devido a pandemia de Covid-19 | Inicialmente adiados para o mês de julho, os desfiles do Carnaval 2021 foram cancelados devido a pandemia de Covid-19 | Inicialmente adiados para o mês de julho, os desfiles do Carnaval 2021 foram cancelados devido a pandemia de Covid-19 | Inicialmente adiados para o mês de julho, os desfiles do Carnaval 2021 foram cancelados devido a pandemia de Covid-19 | Inicialmente adiados para o mês de julho, os desfiles do Carnaval 2021 foram cancelados devido a pandemia de Covid-19 | [ 44 ]                   |
| 2022 | 4.º Lugar | LIVRES (Grupo B) | Festejando, eu mando a tristeza embora. A Unidos de Lucas é só alegria | Walter Guilherme e Fran Sérgio                                                                                        | [ 45 ]                   |
| 2023 | 7.º Lugar | Série Prata (Sexta-feira) (terceira divisão)                                                                          | É ela... A maravilhosa rainha do samba (Samba-enredo composto por Tem-Tem Jr., João Vidal, Junior Fionda, Marcelinho Santos, Rondi Valença, Júlio Assis, Romeu Almeida, Diego Oliveira, Rafael Ribeiro e Valtinho Botafogo) | Fran Sérgio | [ 46 ]                   |
| 2024 | 4.º Lugar | Série Prata (Terça-feira) (terceira divisão)                                                                          | A Floresta do Amazonas | Bruno Rocha, Felipe Santos e Fernando Saol                                                                            | [ 47 ]                   |
| 2025 | 6.º Lugar | Série Prata (Domingo) (terceira divisão)                                                                              | As lambanças de dois cabras da peste, o testamento, alguns tostões e o livramento da Compadecida | Lucas Lopes | [ 48 ]                   |
| 2026 | | Série Prata (terceira divisão)                                                                                        | O povo escreve sua história em um sublime pergaminho | Lucas Lopes | [ 49 ]                   |

## Títulos
| Divisão                             | Divisão        | Títulos | Carnavais |
| ligação=Ficheiro:Trophy(transp).png | Quarta divisão | 1       | 2003      |
| ligação=Ficheiro:Trophy(transp).png | Quinta divisão | 1       | 2012      |
| ligação=Ficheiro:Trophy(transp).png | Sexta divisão  | 1       | 2011      |

## Premiações
Prêmios recebidos pelo GRES Unidos de Lucas.
| Ano              | Prêmio              | Categoria / premiados | Divisão  | Ref.          |
| ---------------- | ------------------- | --- | -------- | ------------- |
| 1982             | Estandarte de Ouro  | Samba-enredo do Grupo 1B (Atual Série A) ("Lua viajante" – Zeca Melodia, D. Gertrudes e Dagoberto de Lucas)                                 | Grupo 1B | [ 50 ]        |
| 1983             | Estandarte de Ouro  | Samba-enredo do Grupo 1B (Atual Série A) ("Senta que o leão é manso" – Luis de Lima)                                                        | Grupo 1B | [ 50 ]        |
| 1991             | Cidadão Samba       | Altair Cardoso | Grupo A  | [ 51 ]        |
| 1997 – vitalício | Cidadão Samba       | Anatólio Izidoro da Silva | Grupo B  | [ 51 ] [ 52 ] |
| 2000             | S@mba-Net           | Velha guarda | Grupo B  | [ 53 ]        |
| 2004             | S@mba-Net           | Intérprete (Edmilton Di Bem) | Grupo B  | [ 54 ]        |
| 2004             | Troféu Jorge Lafond | Ala das baianas | Grupo B  | [ 55 ]        |
| 2004             | Troféu Jorge Lafond | Personalidade (Cosminho Magnata) | Grupo B  | [ 55 ]        |
| 2005             | S@mba-Net           | Samba-enredo ("Mar baiano em noite de gala" – Compositores: Carlão Elegante, Pedro Paulo e Joãozinho)                                       | Grupo B  | [ 56 ]        |
| 2005             | Troféu Jorge Lafond | Bateria (Diretor: Mestre Orelha) | Grupo B  | [ 57 ]        |
| 2006             | Troféu Apoteose     | Samba-enredo ("Lua viajante" – Compositores: Dagoberto de Lucas, Dona Gertrudes e Zeca Melodia)                                             | Grupo B  | [ 58 ]        |
| 2006             | S@mba-Net           | Intérprete (Edmilton Di Bem) | Grupo B  | [ 59 ]        |
| 2006             | Troféu Jorge Lafond | Ala das baianas | Grupo B  | [ 60 ]        |
| 2006             | Troféu Jorge Lafond | Personalidade (Anatólio Izidoro da Silva)                                                                                                   | Grupo B  | [ 60 ]        |
| 2007             | S@mba-Net           | Velha guarda | Grupo B  | [ 61 ]        |
| 2007             | S@mba-Net           | Personalidade (Mestre Orelha) | Grupo B  | [ 61 ]        |
| 2007             | Troféu Jorge Lafond | Bateria (Diretores: Mestres Orelha e Helinho)                                                                                               | Grupo B  | [ 62 ]        |
| 2008             | S@mba-Net           | Velha guarda | Grupo B  | [ 63 ]        |
| 2011             | Troféu Jorge Lafond | Campeã do Grupo E | Grupo E  | [ 64 ]        |
| 2012             | Troféu Jorge Lafond | Campeã do Grupo D | Grupo D  | [ 65 ]        |
| 2012             | Plumas & Paetês     | Diretora de carnaval (Kátia Regina Moutinho)                                                                                                | Grupo D  | [ 66 ]        |
| 2012             | Plumas & Paetês     | Diretora de harmonia (Kátia Regina Moutinho)                                                                                                | Grupo D  | [ 66 ]        |
| 2014             | S@mba-Net           | Samba-enredo ("Missicofe, missicofe, dari, dari..." – Compositores: Marcelo Guimarães, Sidinho, Juca do Pandeiro, Cosminho da Tia e Vander) | Grupo B  | [ 67 ] [ 68 ] |